# Arena (videogioco 1986)
Arena è un videogioco sportivo multievento pubblicato nel 1986 per Amiga e Atari ST dalla Psygnosis. Permette di affrontare sei eventi di atletica: 100 metri piani, salto in lungo, salto in alto, salto con l'asta, lancio del peso e lancio del giavellotto.
A suo tempo era notevole, rispetto ai tipici giochi per computer del suo genere, per la grafica di grandi dimensioni dei personaggi.
Altra particolarità è la presenza di un arbitro decorativo che scambia battute comiche a fumetti con l'atleta.